# Anna Maria Erdödy
La contessa Anna Maria von Erdődy (Arad, 8 settembre 1779 – 17 marzo 1837) è stata una nobildonna ungherese, nonché una delle più intime confidenti e amiche di Ludwig van Beethoven. 
Dedicataria di quattro delle ultime opere da camera del compositore, svolse un ruolo cruciale nell'ottenere per lui una rendita vitalizia da parte di esponenti dell'alta nobiltà austriaca. 

## Biografia
Nacque con il nome di contessa von Niczky ad Arad, allora parte del Regno d'Ungheria e oggi in Romania. Il 6 giugno 1796 sposò il conte Péter Erdődy di Monyorokerék e Monte Claudio, appartenente alla rinomata famiglia aristocratica ungherese-croata degli Erdődy. Ebbero tre figli: Marie, Friederike e August, affettuosamente chiamati Mimi, Fritzi e Gusti.
Il 3 maggio 1798 Anna Maria fu insignita dell'onorificenza di Cavaliere dell'Ordine Imperiale della Croce Stellata. Nel 1805 si separò dal conte Péter a seguito della sua diserzione e, in seguito, intraprese una relazione con Johann Xaver Brauchle (1783–1838), suo segretario di lunga data e insegnante di musica per bambini, che divenne poi compositore.
Dal 1815 visse a Paucovec, in Croazia, e successivamente a Padova. Nel dicembre 1823 fu espulsa dall'Impero austriaco a causa delle sue posizioni politiche schiette e si trasferì a Monaco di Baviera, dove trascorse il resto della sua vita.

## Relazione con Beethoven
Marie Erdődy divenne una delle maggiori sostenitrici di Beethoven fin dai primi anni del XIX secolo. Trascorrevano spesso del tempo insieme e svilupparono un forte legame di amicizia e confidenza, tanto che Beethoven si riferiva a lei come al suo "padre confessore".
La loro associazione può essere fatta risalire almeno al 1802, anno del Testamento di Heiligenstadt, durante il quale Beethoven si recò frequentemente a Jedlesee, a circa un miglio da Heiligenstadt e cinque miglia a nord di Vienna. Qui Marie aveva ereditato una piccola tenuta di campagna, oggi sede del Memoriale di Beethoven a Vienna-Floridsdorf.
Thayer scrive: "Non è affatto improbabile che la vicinanza della tenuta Erdődy a Jedlesee am Marchfeld fosse una delle ragioni della sua frequente scelta di alloggi estivi nei villaggi sul Danubio, a nord della città".
Nell'ottobre del 1808, Beethoven lasciò la casa Pasqualati, dove aveva vissuto per quattro anni, e si trasferì in un ampio appartamento della contessa sulla Krugerstraße, n. 1074, risiedendovi con Marie fino al marzo del 1809.   

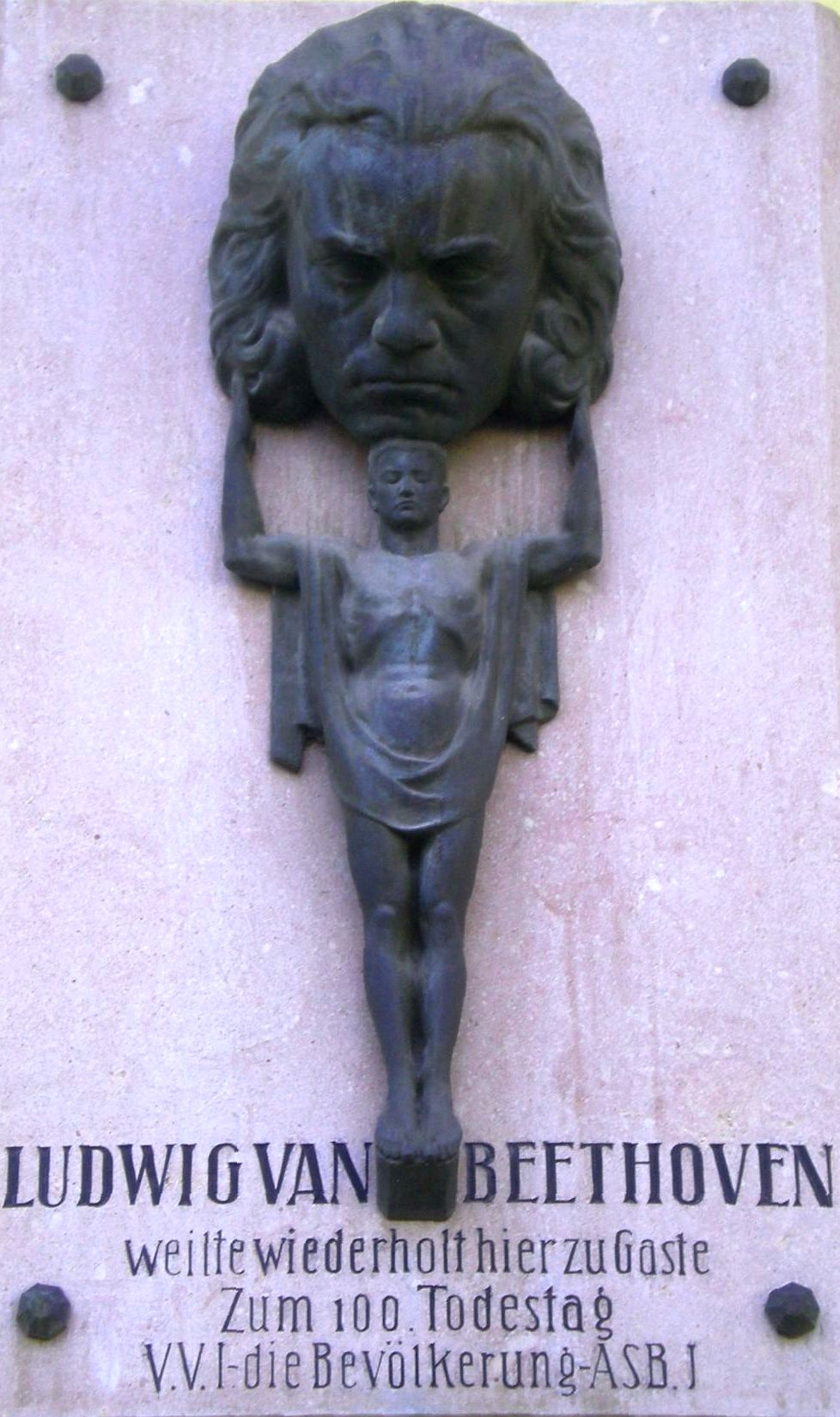
Targa di Beethoven, tenuta di Erdödy, Jedlesee, Floridsdorf-Vienna, che cita i ripetuti soggiorni di Beethoven lì come ospite.

Marie ebbe un ruolo cruciale nel persuadere i membri della nobiltà imperiale a concedere a Beethoven una rendita vitalizia, nel tentativo di trattenerlo in Austria nonostante l'offerta di un incarico come maestro di cappella a Cassel da parte di Girolamo, re di Westfalia.
Jan Swafford descrive così le reali intenzioni di Beethoven:
Ma ormai sapeva che probabilmente non sarebbe andato a Cassel, se mai lo avesse voluto davvero. Invece, era impegnato a progettare di assicurarsi una rendita vitalizia permanente da una serie di mecenati viennesi. L'idea e la bozza dell'accordo erano state concepite dallo stesso Beethoven ed erano state promosse dal barone Gleichenstein e dalla contessa Erdödy. Il succo era che in cambio della permanenza a Vienna, Beethoven chiedeva di ricevere una somma annuale semplicemente per svolgere il suo mestiere come riteneva opportuno. L'importo che sperava di ricevere era più o meno lo stesso che gli era stato offerto a Cassel.
Thayer afferma: "Sembra probabile che il suggerimento di redigere delle stipulazioni formali per un contratto, in base al quale Beethoven avrebbe rifiutato l'offerta di Cassel e sarebbe rimasto a Vienna, sia venuto dalla contessa Erdődy."
All'inizio del 1809, Beethoven scrisse a Gleichenstein: "La contessa Erdődy è dell'opinione che dovresti delineare un piano con lei, secondo il quale potrebbe negoziare nel caso in cui loro si avvicinassero a lei, cosa che è convinta che faranno... Se dovessi avere tempo questo pomeriggio, la contessa sarebbe felice di vederti."
Le negoziazioni portarono Beethoven a firmare un contratto con i principi Lobkowitz, Kinsky e l'arciduca Rodolfo, i quali si impegnarono a garantirgli una rendita vitalizia. Questo accordo gli permise di rifiutare l'incarico a Cassel e di rimanere a Vienna fino alla sua morte nel 1827.   
In segno di gratitudine per il sostegno ricevuto e per la sua ospitalità negli anni 1808-1809, Beethoven dedicò a Marie Erdődy i due trii per pianoforte dell’Opus 70, composti durante il suo lungo soggiorno presso di lei. In seguito, le dedicò anche la coppia di sonate per violoncello dell’Opus 102, scritte per il violoncellista Joseph Linke, che, insieme a Brauchle, divenne tutore dei figli di Marie.
Infine, nel 1819 Beethoven le dedicò il canone Glück zum neuen Jahr (Buon anno nuovo), WoO 176. 

### "L'amata immortale" di Beethoven?

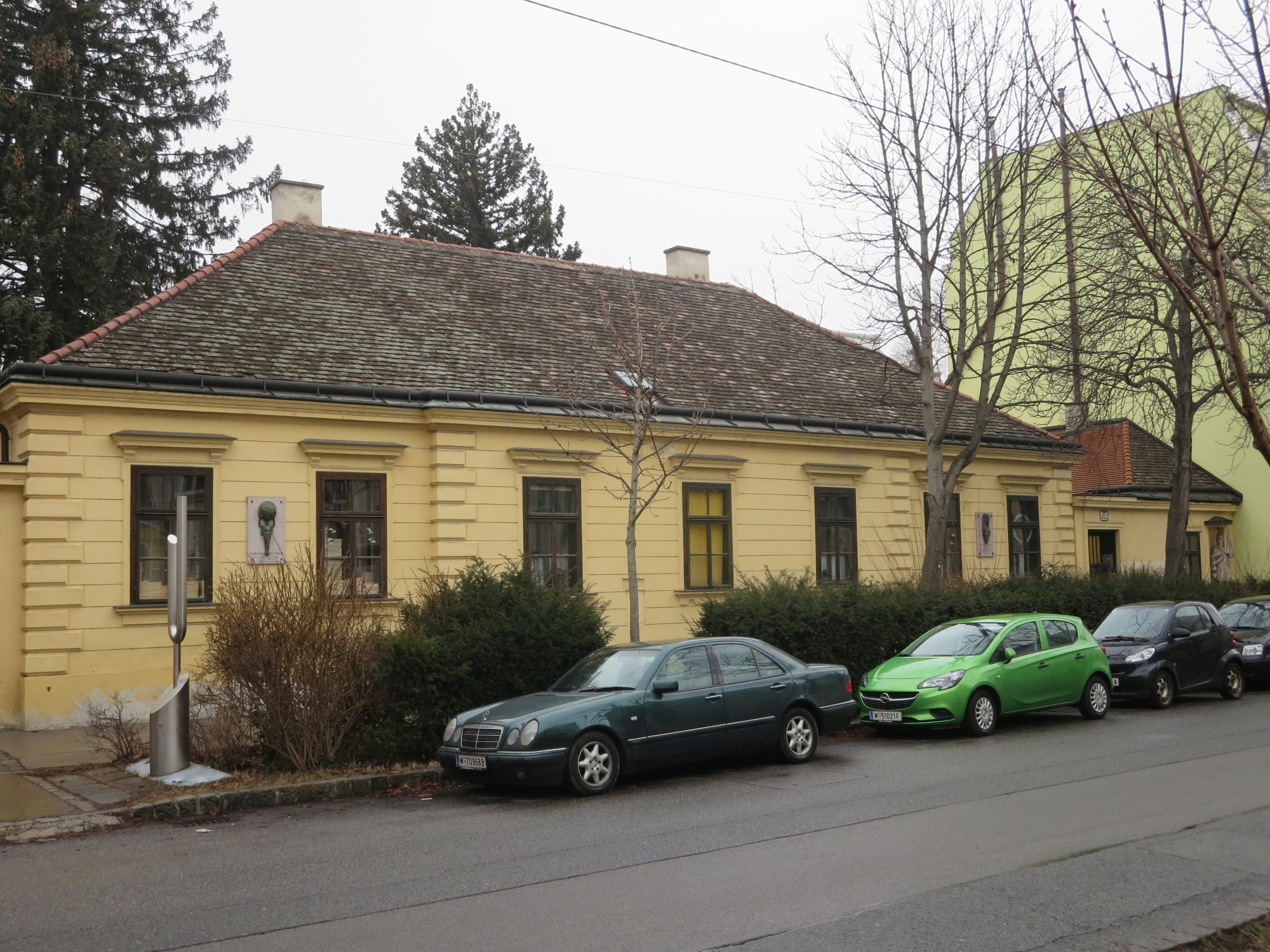
La tenuta Erdödy a Jedlesee, un tempo museo e monumento commemorativo. Sulla parete di sinistra (ingrandita al centro) è visibile una targa commemorativa delle frequenti visite di Beethoven, mentre all'estrema destra è visibile la targa di Marie (ingrandita in alto).

Mappa del 1872, che mostra "Jedlersee" sulla riva orientale del Danubio e Klosterneuburg su quella occidentale

Nel suo secondo studio biografico su Beethoven, la studiosa Gail S. Altman analizza le affermazioni di Maynard Solomon riguardo all'identità della donna che il compositore, in una lettera senza data trovata tra i suoi effetti personali, chiamava la sua amata immortale (Unsterbliche Geliebte). Utilizzando gli stessi criteri adottati da Solomon, Altman costruisce un'argomentazione approfondita a favore di Anna Maria Erdődy come principale candidata a essere la destinataria della lettera.
Mettendo in discussione l'attribuzione da parte di Solomon dell'iniziale del luogo "K" a Karlsbad, Altman propone invece che potrebbe riferirsi a Klosterneuburg, allora la fermata più vicina alla tenuta di Marie Erdődy a Jedlesee e alla sua residenza estiva a Hernals, due villaggi a nord di Vienna. Sottolinea inoltre che la relazione tra Beethoven e Marie era documentata almeno dal 1808 e che lei si era separata dal marito nel 1805.
Tuttavia, il musicologo Barry Cooper contesta questa ipotesi, poiché Jedlesee si trova sulla riva orientale del Danubio, mentre Klosterneuburg è sulla riva occidentale, senza un attraversamento diretto. Altman risponde chiarendo che, nell'estate del 1812, Marie si trovava effettivamente a Hernals, sulla riva occidentale del fiume.
In sintesi, Altman sostiene che Beethoven visitò Hernals nel settembre 1812 e quindi vide la sua amata immortale, come aveva indicato nella lettera. Inoltre, afferma che, indipendentemente da dove Beethoven si aspettasse di essere al momento della scrittura, il luogo menzionato nella lettera corrispondeva a quello in cui si trovava la destinataria, sia per riceverla sia per ricongiungersi con lui.

## Rappresentazione nel film
La contessa Erdődy è interpretata dall'attrice Isabella Rossellini nel film Amata immortale (1994) di Bernard Rose. Nel film, rievoca il periodo trascorso con Beethoven (Gary Oldman) e Felix Schindler (Jeroen Krabbé). Inoltre, viene mostrata mentre suona il violoncello durante la prima esecuzione del Trio degli Spettri, composto da Beethoven durante il suo soggiorno nella sua tenuta nel 1809.